# Tell Sheikh Hamad
Dur-Katlimmu (geschreven als BÀD-kat-li-mu; nu Tell Sheikh Hamad; Tall Šēḫ Hamad تل الشيخ حمد) was een stad aan de Ḫabur in het oude Mesopotamië. De plaats ligt vlak op de grens tussen de twee huidige Syrische provincies Al-Hasakah en Deir ez-Zor.
De Akkadische naam was oorspronkelijk Dur-aduk-limmu: de muur, genaamd "ik heb er duizend gedood" en er zijn nog wat meer variaties op de naam. De vondst van 30 kleitabletten bij Tell Sheikh Hamad uit de Midden-Assyrische tijd bevestigde dat dit Dur-Katlimmu was. Rassam vond er ook een reliëffragment van Adad-nirari III met een inscriptie. Adad-nirari II, Tukulti-Ninurta II en Assurnasirpal II vermelden dat zij de plaats bezocht hebben in 894, 885 en 878 v.Chr. resp.

## De god Šulmānu
Deze Mesopotamische godheid wordt als theofoor element in de namen van een aantal koningen aangetroffen, zoals in Salmanasser I, maar lange tijd wist men niet van een tempel die aan hem gewijd was. Radner  suggereerde in 1998 dat het de lokale godheid van Dur-katlimmu was en later is dat vermoeden ook bevestigd. Er is een daar stele gevonden uit de tijd van Adad-nirari III (810-783 v.Chr.) die beschrijft hoe de koning na zijn veldtocht tegen Arpad in 805 inspiratie kreeg om ceders van de Libanon naar Dur-katlimmu to slepen om de tempel van Salmanu die Salmanasser I (1263-1234 v.Chr.) er gebouwd had te renoveren. 

## Opgravingen
De vindplaats is tussen 1978 en 1984 voor het eerst aan opgraving onderworpen. Er werd een Midden-Assyrisch paleis gevonden. De stad is gesticht door Adad-nirari I in het begin van de 13e eeuw v.Chr. en fungeerde als speerpunt bij de pogingen van zijn opvolgers Salmanassar I en Tukulti-Ninurta I om Mitanni te onderwerpen. Het functioneerde als de regeringszetel voor de Assyrische (onder)koningen van Hanigalbat. Er zijn ook vondsten uit de post-Assyrische tot de Romeinse tijd.

## Middelassyrische brieven
Er is een archief van kleitabletten gevonden waaruit Eva Cancik een dertigtal brieven en een dozijn fragmenten bestudeerd en gepubliceerd heeft. Samen met het werk van Kühne (Tell Chuera) en Wiggermann (Tell Sabi Abyad) heeft dat het bekende corpus van Middelassyrische brieven met de helft vergroot. De brieven betreffen allerhande onderwerpen van economische, logistieke, militaire en juridische aard. De grootvizier en onderkoning van Hanigalbat. Assur-iddin speelt er een hoofdrol in.